# Тайчжунский национальный оперный театр

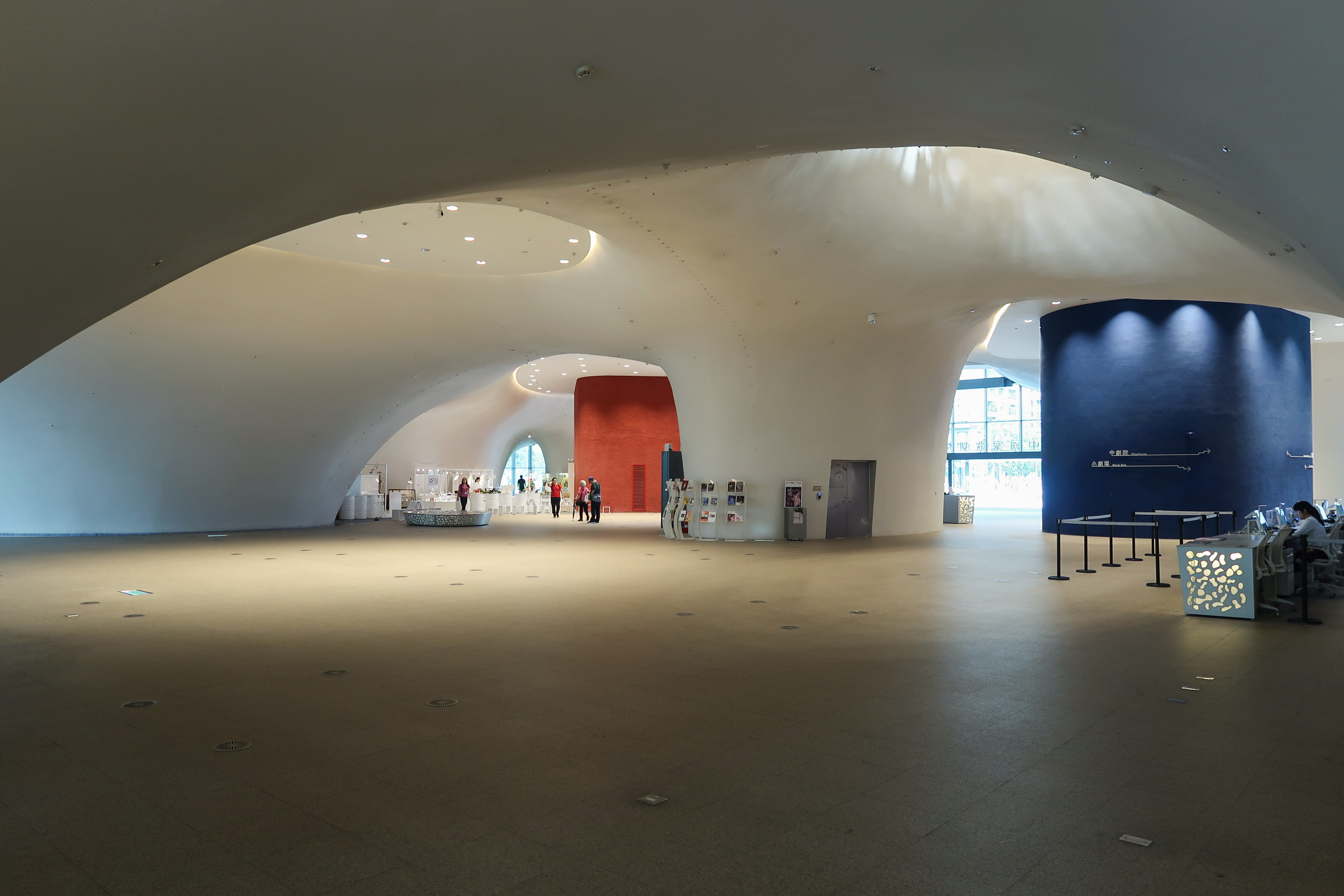
Вестибюль 1 уровня

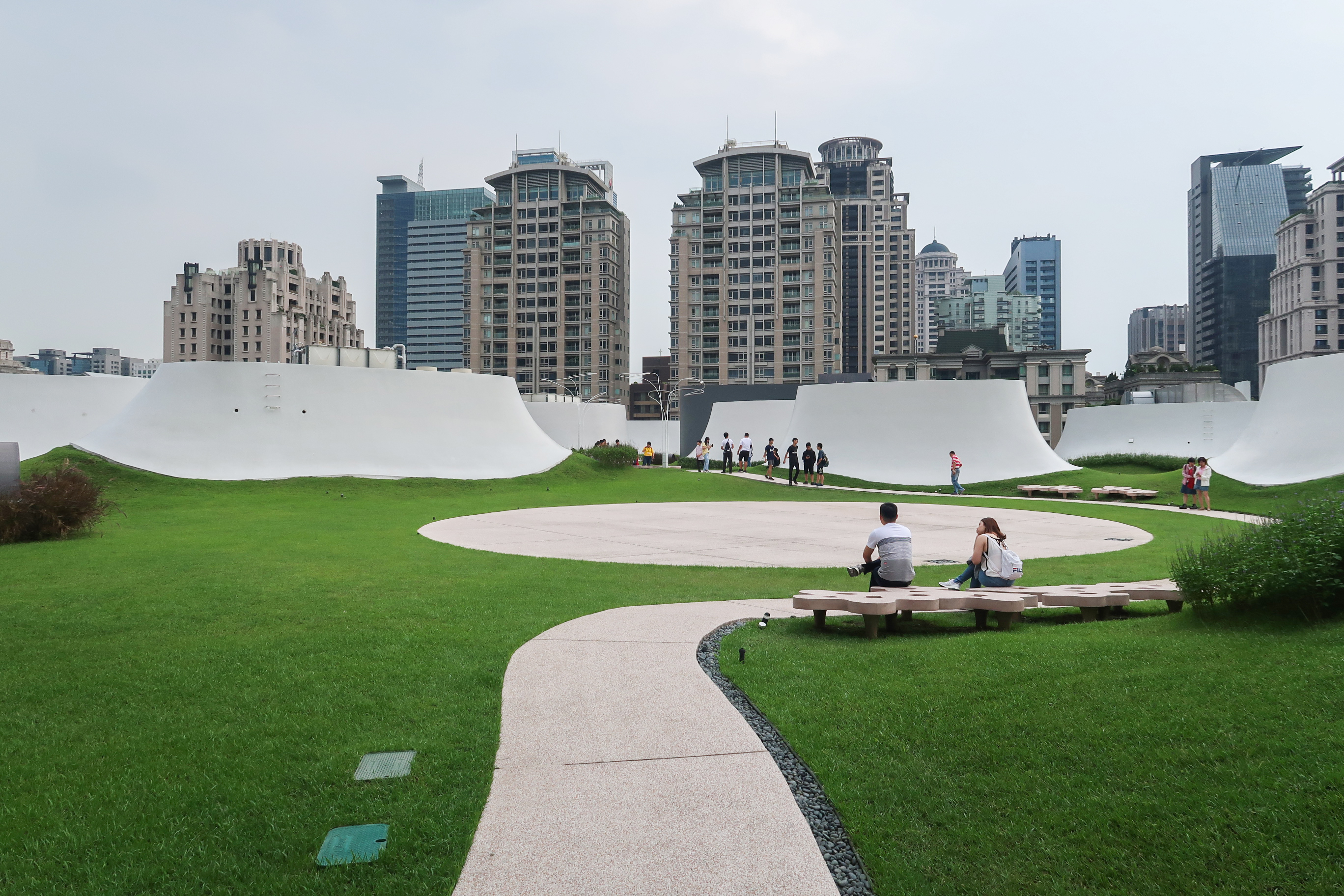
Уровень 6 Небесный сад

Тайчжунский национальный оперный театр (трад. кит. 臺中國家歌劇院; пиньинь: Táizhōng Guójiā Gējù Yuàn) расположен в районе Ситун города Тайчжун на Тайване. Спроектирован японским архитектором Тоё Ито, лауреатом Притцкеровской премии, в сотрудничестве с Сесилом Бальмондом из Arup AGU. Контракт был заключен 11 ноября 2009 года, строительство велось 45 месяцев. Пилотное открытие прошло 23 ноября 2014 года, а официально театр открылся 30 сентября 2016 года исполнением оперы Р. Вагнера «Золото Рейна».
Общая площадь — 58 тыс. м². В нём сразу три зрительных зала: большой зал на 2000 человек, средний зал на 800 человек и малый зал на 200 человек.
Документальный фильм о строительстве театра был снят телеканалом «Дискавери» и удостоился трёх номинаций в 22-м конкурсе Азиатских телевизионных фильмов (Asian Television Awards — ATA).

## Фотогалерея

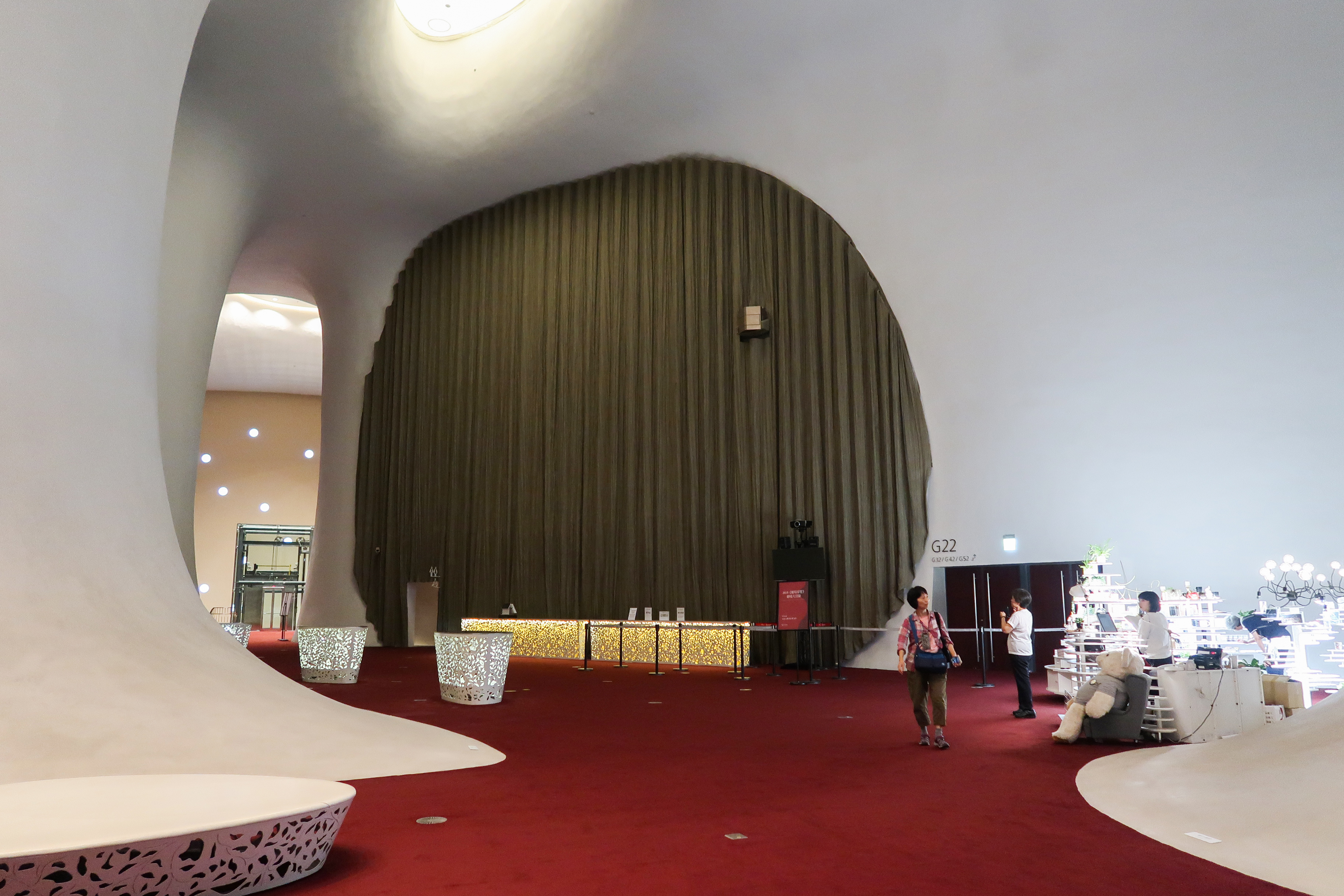
Лобби
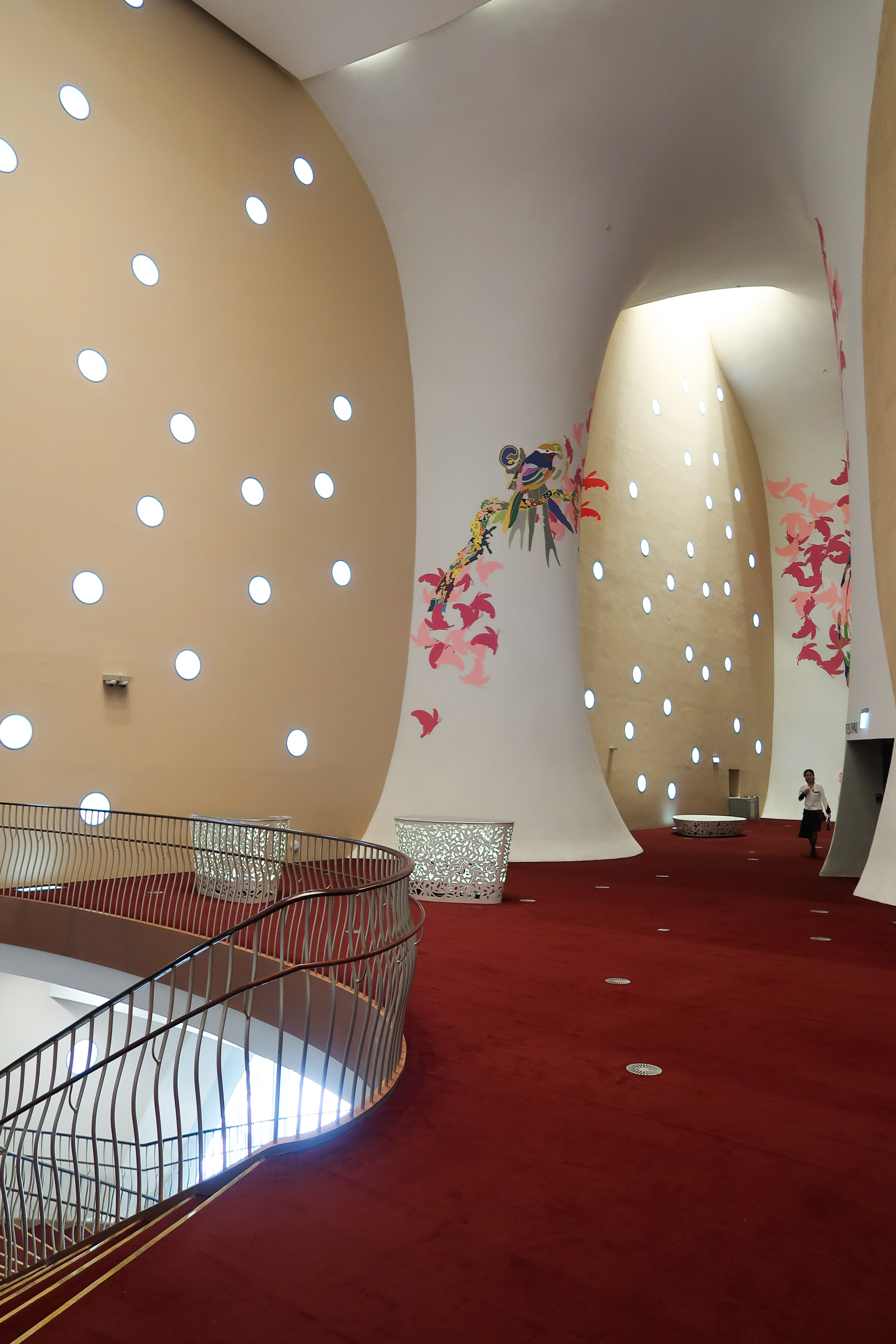
Интерьер на втором этаже
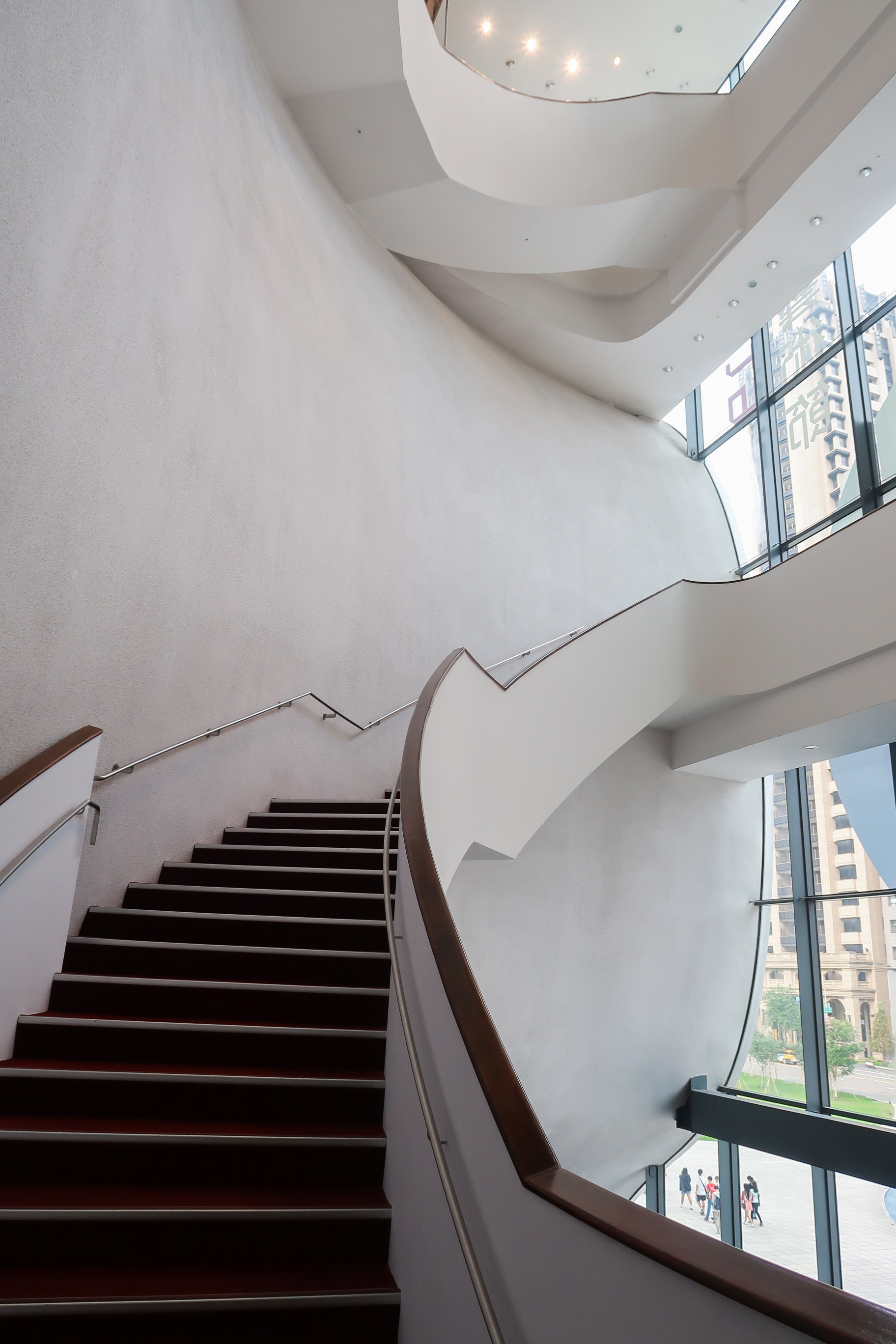
Лестница
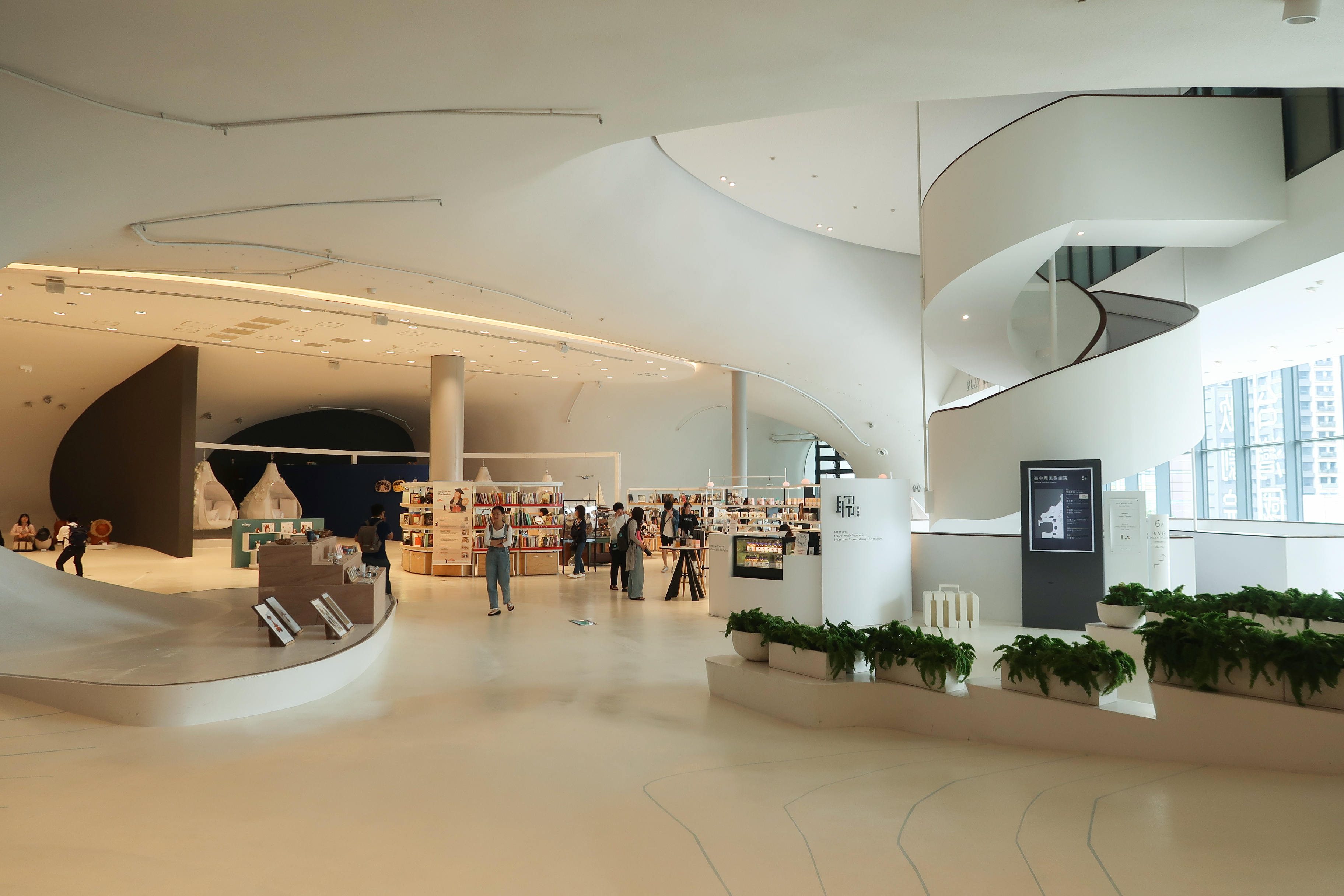
Сувенирный магазин на 5 этаже
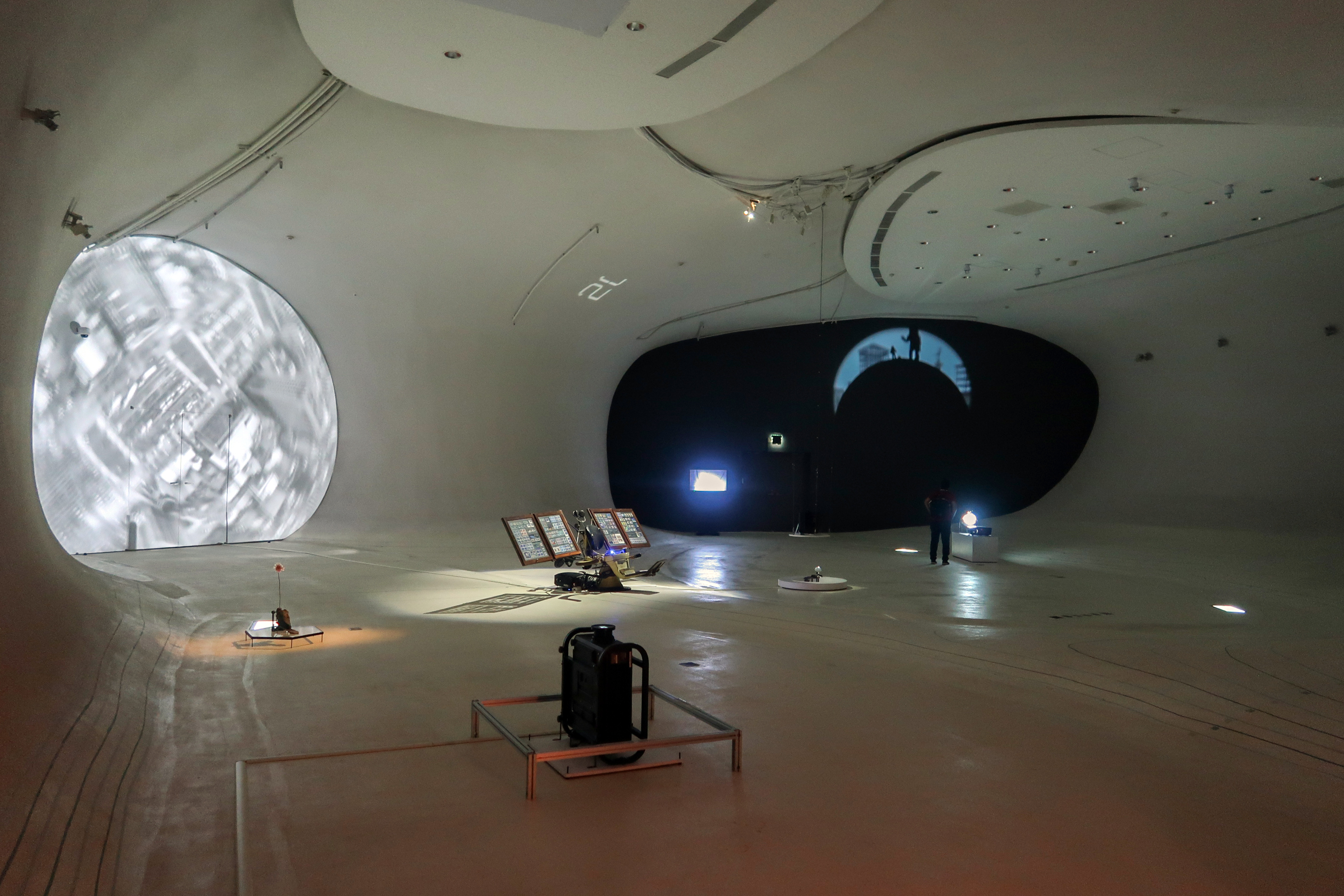
Галерея на 5 этаже